# Giacomo Luigi Brignole
Pour les autres membres de la famille, voir Famille Brignole.
Pour les articles homonymes, voir Brignole.
Giacomo Luigi Brignole, né le 8 mai 1797 à Gênes et mort le 23 juin 1853 à Rome, est un homme d'Église italien du XIXe siècle, archevêque titulaire de Nazianze, qui est créé cardinal par le pape Grégoire XVI le 20 janvier 1834.

## Biographie
Giacomo Luigi Brignole nait lors de la dernière année d'existence de la république de Gênes dont le doge est alors son propre oncle Giacomo Maria Brignole.
Il est successivement : archevêque titulaire de Nazianze en 1830 et nonce apostolique dans le Grand-duché de Toscane (en) jusqu'à 1833, gouverneur de Rome, vice-camerlingue, directeur général de la police des États pontificaux de 1842 à 1845, préfet de la Congrégation de l'Index de 1849 à 1853 et camerlingue de 1851 à 1852. Il est également titulaire de la chaire de l'église San Giovanni a Porta Latina de 1834 à 1847.
Favorable à une réunification de l'Italie autour de la personne du pape, cardinal le plus influent de la Curie romaine à sa mort, il est le successeur le plus probable de Pie IX. Il aurait probablement été élu pape mais il meurt prématurément, à l'âge de 56 ans, le 23 juin 1853 à Rome.
Il appartient à la famille Brignole.

## Succession apostolique
Giacomo Luigi Brignole a ordonné les évêques suivants :
- Évêque Raffaello de Ghantuz Cubbe (1834)
- Évêque Torello Romolo Pierazzi (1834)
- Évêque Pietro Saggioli (1834)
- Archevêque Giovanni Domenico Stefanelli (de), O.P. (1836)
- Évêque Francesco Faldi (1837)
- Évêque Bartolomeo Casati (1839)
- Archevêque Diego Planeta (1841)
- Évêque Bonifacio Cajani (1842)
- Évêque Francesco Gandolfi (1848)
- Archevêque Ferdinando Baldanzi (it) (1851)